# 胡扎
胡扎，蒙古国人对中国人、汉族的一个蒙古语的侮辱性称谓。

## 语源
根据《蒙古语大词典》（Монгол хэлний их тайлбар толь），“胡扎”（Хужаа）一词意为移居外国的中国公民。对于其来源尚无统一的说法，有源自汉语中的“华侨”、“回家”、“伙计”等不同说法。

## 应用
在反华言论中，蒙古国人使用“胡扎”一词来指代中国和中国人。而且包括中国蒙古族在内的中国人均被蒙古国的极端民族主义者称呼为“胡扎”，也有些民族主义者认为不应该称中国蒙古族为胡扎。蒙古国政客有时会将政敌是否有中国血统作为攻击目标，并将其认为有中国血统的政敌称为“胡扎”。

## 相关
蒙古国说唱歌手Big Gee曾发布赞扬蒙古民族优越性并对华人进行侮辱歧视的歌曲《胡扎》（Hujaa）。2024年6月，Big Gee原定在中国举办的多场演唱因受到抵制而被取消。